# Léopold Dor
Léopold Joseph Dor (Marseille, 4 juillet 1881 - Cannes-la-Bocca, 14 décembre 1960) est un archéologue et juriste français.

## Biographie
Juriste et avocat de la marine, spécialiste de droit maritime, il est un des principaux instigateurs de l'établissement des Règles de La Haye (1921), d'York et d'Anvers (1939).
En 1923, il fonde la Revue du droit maritime comparé. Comme archéologue, il dirige avec Henri Van Effenterre et Jean Jannoray les fouilles de Krisa et Kirrha où sont exhumés un habitat et des tombes de l'Helladique et du mycénien.
S’intéressant à l'art provençal, on lui doit aussi une importante collection de marionnettes conservée au musée Gadagne à Lyon. Il a également légué sa bibliothèque (environ 1 500 ouvrages et brochures) à la Ville de Lyon en 1961. Ces documents constituent une partie du fonds documentaire du musée Gadagne.

## Décorations
- Officier de la Légion d'honneur en qualité d' « avocat à la cour d'appel de Paris » (1954)[3]
  - Chevalier en 1930 en qualité d' « avocat »[3]
- Commandeur du Nichan Iftikhar
- Officier de l'ordre du Mérite touristique (1955)[4]
- Officier de l'ordre de la Couronne
- Officier de l'ordre du Mérite de la République italienne
- Ordre du Mérite civil (Espagne)

## Publications
- L'exportation de Marseille et de la Provence, 1910
- Noël en Provence, usages, crèches, santons, noëls, pastorales, avec Gustave Arnaud d'Agnel, 1927
- Marseille, cité grecque, 1935
- Quelques lettres de Grèce, 1937
- Les Oratoires de Provence, avec Gustave Arnaud d'Agnel, aquarelles de C. Joz-Roland, chez Delannoy Éditeur, Cannes, 1938
- La marionnette en France et à l'étranger, catalogue d'exposition, Paris, 1939 (lire en ligne sur Gallica)
- Maroc, Grasset, 1946
- Le Remorquage en droit maritime, 1959